# Jacobus Willem Cornelis Bloem
Jacobus Willem Cornelis Bloem (Amsterdam, 12 december 1857 – Utrecht, 29 maart 1922) was een Nederlands burgemeester en de vader van dichter J.C. Bloem.

## Biografie
Bloem was een zoon van de latere minister Jacobus Cornelis Bloem en diens eerste echtgenote, Catharina Petronella Susanna Hugenholtz. Hij trouwde in 1886 met Catharina Maria Anna van Eck (1861-1932), uit welk huwelijk in 1887 de dichter J.C. Bloem werd geboren.
Bloem werd in 1886 benoemd tot burgemeester en secretaris van Oudshoorn, hetgeen hij bleef tot 1903. Van 1914 tot 1922 was hij burgemeester van Stad Hardenberg, in welk laatste jaar hij overleed.